# Hacienda Bucalemu
L’hacienda de Bucalemu est une propriété foncière, comprenant bâtiments et terrains appartenant à l'histoire chilienne qui se trouve dans la commune de Santo Domingo, dans la région de Valparaíso. On ignore quand elle fut construite mais elle fut cédée au capitaine Sebastián García qui la légua à la Compagnie de Jésus en 1616. En 1791, à la suite de l'expulsion des jésuites espagnols et de leurs colonies, cette hacienda passa aux mains de Pedro Fernández Balmaceda.
En 1840 le président du Chili José Manuel Balmaceda y naquit.
Elle fut acquise en 1865 par Claudio Vicuña, agriculteur et parlementaire qui la convertit en un parc nommé Bucalemu, dessiné à la mode des jardins français par l'architecte français Guillermo Renner.
En 1978, cette propriété passe aux mains de l'armée chilienne et devient une résidence de repos du général Augusto Pinochet. Le 21 février 2004 les terrains sont cédés à la commune de Santo Domingo pour une conversion en parc historique avec une administration mixte entre l'armée et la municipalité.